# Gabriele Badorek
Gabriele Badorek   (Rostock, 20 de setembre de 1952) fou una jugadora d'handbol alemanya que va competir sota bandera de la República Democràtica Alemanya durant la dècada de 1970.
El 1976 va prendre part en els Jocs Olímpics de Mont-real, on guanyà la medalla de plata en la competició d'handbol.
A nivells de clubs jugà al SC Empor Rostock.